# Хужоков, Жанхот Дзаович
Жанхот Дзаович Хужоков (кабард.-черк. Хужьокъуэ Дзау и къуэ Жанхъуэт; 1906, Нижнее Кожоково, Терская область — ?) — советский государственный деятель, член ВКП(б), депутат второго созыва Верховного Совета СССР.

## Биография
Родился в 1906 году в селении Нижнее Кожоково (ныне Нижний Черек) Нальчикского округа Терской области Российской империи.
- Окончил Ленинский учебный городок(ЛУГ)
- Работал в селении счетоводом.
- 1934 —1938 — второй секретарь Урванского, затем первый секретарь Нальчикского райкомов партии.
- 1938—1941 — председатель Кабардино-Балкарского промсовета. заведующий отделом обкома.
- 1942 — комиссар, а затем начальник строительства оборонительных сооружений.
- с января 1943 — Нарком земледелия КАССР, затем второй секретарь обкома партии.
- май 1944 — август 1944 — секретарь Кабардинского областного комитета ВКП(б)
- 1946 — председатель Совета Министров Кабардинской АССР.
- 1948 — директор Нальчикской кондитерской фабрики.
- с 1968 — на пенсии

## Семья
Брат — Суфьян — председатель Верховного суда КБАССР с 1940 по 1943 г.г.

## Награды
- 1946 — орден Ленина
- 1966 — Орден Трудового Красного Знамени

## Период переселения балкарцев
При депортации балкарцев принимал участие в определении границ и административного деления КБР. В 1944 г. вышел Указ Президиума Верховного Совета СССР «О переселении балкарцев, проживающих в Кабардино-Балкарской АССР, и о переименовании Кабардино-Балкарской АССР в Кабардинскую АССР». После выхода Указа последовал ряд решений местных органов в лице бюро Кабардинского обкома ВКП(б), направленных на реализацию данного Указа, в том числе Протокол № 241 и 242 заседания бюро Кабардинского обкома ВКП(б), в деятельности которых Ж. Д. Хужоков принимал непосредственное участие. Комиссия, из трех человек трех человек: Хужокова, Молова и Филатова, в 5-дневный срок разработала и представила на рассмотрение бюро ВКП "б) окончательные границы районов и переименование населенных пунктов"

№ 20
Из протокола № 241 заседания бюро Кабардинского обкома ВКП(б)
г. Нальчик 15 апреля 1944 г.
§ 2. Об изменении административного районирования Кабардинской АССР. (тов. Ахохов, Филатов, Мазин)
Бюро обкома ВКП(б) постановляет:
В связи с переселением балкарского населения в другие районы СССР и передачей части Курпского района в состав Северо-Осетинской АССР, внести следующие изменения в административное районирование Кабардинской АССР.
1. Ликвидировать Черекский и Хуламо-Безенгийский районы как самостоятельные административные единицы Кабардинской АССР.
2. Организовать Советский район с центром в сел. Кашхатау, включив в его состав: а) сел. Кашхатау, и Бабугенский клепочный завод из ликвидируемого Хуламо-Безенгиевского района; б) сел. Аушигер и сел. Герпегеж Нальчикского района; в) сел. Жемтала и сел. Зарагиж Урванского района.
3. Включить в состав Нальчикского района следующие населенные пункты бывшего Хуламо-Безенгиевского района: а) сел. Хасанья; б) сел. Белая Речка; в) посёлок Известково-Цементного комбината.
4. Сохранить Чегемский район в составе населенных пунктов: а) сел. Нижний Чегем; б) сел. Каменка; в) сел. Яникой; г) Учебно-опытный совхоз. Включить в состав Чегемского района следующие населенные пункты из Нальчикского района: а) сел. Лечинкай, б) сел. Чегем II, в) сел. Чегем I, г) сел. Шалушка; районный центр Чегемского района перевести из сел. Н.Чегем в сел. Чегем I.
5. Сохранить Эльбрусский район в составе населенных пунктов: а) рабочий поселок Тырны-Ауз комбината; б) сел. Нижний Баксан; в) сел. Былым с поселком угольного рудника; г) поселок совхоза Тырны-Ауз комбината, д) сел. Лашкутай; е) сел. Гунделен. Включить в состав Эльбрусского района следующие населённые пункты: а) сел. Заюково; б) сел. Жанхотово, организован в нем самостоятельный сельсовет.
6. Включить в состав Нагорного района сел. Малка, исключив его из состава Зольского района. Районный центр Нагорного района перевести из сел. Каменномостское в сел. Сармаково.
7. В связи с передачей части Курпского района в состав Северо-Осетинской АССР, включить сел. Нижний Курп в состав Терского района в Овцеплемсовхоз — в Урожайненский район.
8. Просить ЦК ВКП(б) утвердить настоящее постановление.
9. Просить Совнарком РСФСР выделить из бюджета 3000 тыс. руб. на расходы по благоустройству и приспособлению помещений в новых центрах Чегемского и Нагорного районов.
10. Поручить комиссии в составе тов. Ахохова (созыв), Хужокова, Молова и Филатова в пятидневный срок разработать и представить на рассмотрение бюро обкома ВКП(б) свои соображения об установлении окончательных границ районов и переименовании населенных пунктов. РЦХДНИ, ф. 17, оп. 44, д. 395. л. 128. 129.

№ 23
Из протокола № 242 заседания бюро Кабардинского обкома ВКП(б) // г. Нальчик 25 апреля 1944 г.
Постановление бюро Кабардинского обкома ВКП(б)
§ 3. Об утверждении границ во вновь организуемых и территориально измененных районах Кабардинской АССР и переименовании некоторых населенных пунктов (тов. Хужоков, Ахохов, Филатов, Мазин) — принято 22.04.1944 г.
В дополнение к своему постановлению от 15.04.1944 г. бюро обкома ВКП(б) постановляет:
1. Утвердить границы Лескенского, Советского, Нальчикского, Чегемского, Эльбрусского и Нагорного районов согласно прилагаемой карте и описанию.
В связи с переселением балкарского населения в другие районы СССР переименовать следующие населенные пункты бывших балкарских районов:
- а) сел. Кашхатау — в сел. Советское. Вновь организуемому району с центром в сел. Советское присвоить наименование — Советский;
- б) Бабугентский клепочный завод — в Черекский клепочный завод, соответственно этому поселку при заводе присвоить наименование — Черекский;
- в) сел. Хасанья — в поселок Пригородный;
- г) сёл. Яникой — в сел. Ново-Каменка;
- д) сел. Гунделен — в сел. Комсомольское;
- е) сел. Лашкута — в сел. Заречное;
- ж) сел. Былым — в пос. Угольный.

3. Просить ЦК ВКЩ6) утвердить настоящее решение.
РЦХДНИ, ф. 17, оп. 44, д. 395, л. 156.

В то же время, скептически относился к переселению балкарцев. В частности, на заседании пленума Кабардинского обкома ВКП(б) 10 апреля 1944 года, в оценке, складывавшейся ситуации в связи с переселением балкарцев, заявлял:
 За период с 12 по 13 Пленум обкома партии у нас в республике произошли серьезные изменения. Я имею в виду выселение из нашей территории балкарцев. Некоторые товарищи недостаточно понимают и оценивают политическое значение этого вопроса, но факт выселения балкарцев из нашей республики в такой тяжелый момент для нашей родины, для нашей страны является огромным минусом для нашей партийной организации, для обкома партии и для всего народа, который населяет нашу республику… Мы несем полную ответственность перед ЦК партии за эту недоработку…